# Josep Pons
Pour les articles homonymes, voir Pons.
Josep Pons i Viladomat (né à Puig-reig, en Berguedà, en 1957) est un chef d'orchestre espagnol. Il occupe actuellement le poste de Directeur Musical au Gran Teatre del Liceu, de Chef honoraire de l'Orchestre national d'Espagne et de l'Orchestre de la Ville de Grenade, et de Chef désigné de Deutsche Radio Philharmonie Saarbrücken Kaiserslautern pour la saison 2025-2026.

## Biographie
Josep Pons naît le 14 juin 1957 à Puig-reig. Il reçoit sa première formation musicale à l'Escolania de Montserrat puis étudie la composition avec Josep Soler i Sardà et la direction d'orchestre avec Antoni Ros-Marbà à Barcelone. La tradition séculaire et l'étude intense à la fois de la polyphonie et de la musique contemporaine dans ce centre ont marqué son développement ultérieur tant sur le plan musical que sur le plan intellectuel.
En 1985, il cofonde l'Orquestra de Cambra Teatre Lliure au sein du Théâtre Lliure (es) de Barcelone. Cette formation se spécialise dans le répertoire de la musique du XXe siècle pour orchestre de chambre. L'ensemble acquiert un prestige international avec divers enregistrements d'œuvres de Manuel de Falla, Frederic Mompou, Isaac Albéniz, Roberto Gerhard et Igor Stravinsky, ainsi que de compositeurs actuels comme Luis de Pablo, Joan Albert Amargós, Josep Soler i Sardà et Astor Piazzolla.
En 1992, Josep Pons est chargé de la direction musicale des cérémonies des Jeux Olympiques de Barcelone. En 1994, il est nommé directeur de l'Orchestre de la Ville de Grenade, charge qu'il exerce jusqu'en 2004. En 2003, il devient directeur musical de l'Orchestre national d'Espagne, où David Afkham lui succède en 2014. En 2012, il prend la direction musicale du Liceo de Barcelone. En 2017, il est renouvelé à ce poste jusqu'à la saison 2021-2022. En juillet 2021, une nouvelle prolongation du contrat s'effectue jusqu'à la saison 2025-2026. En janvier 2024, la Deutsche Radio Philharmonie Saarbrücken Kaiserslautern annonce la nomination de Pons en tant que son prochain chef d'orchestre principal, avec effet à partir de la saison 2025-2026.
Pons a développé des collaborations solides et à long terme avec des orchestres tels que l'Orquesta Sinfónica de Galicia, l'Orchestre du Capitole de Toulouse, l'Orchestre de Paris, la Deutsche Radio Philharmonie et l'Orchestre symphonique de la BBC. La collaboration avec l'Orchestre de Paris a abouti à l'enregistrement d'un CD de Ravel pour Harmonia Mundi avec le pianiste espagnol Javier Perianes. Il a travaillé régulièrement avec l'Orchestre symphonique de la BBC, ayant enregistré 3 CD pour Harmonia Mundi et s'étant produit 4 fois aux BBC Proms, la dernière fois en 2023 en collaboration avec Maria Dueñas.
Il a également dirigé des orchestres importants en Europe et en Asie, notamment le Gewandhausorchester Leipzig, la Staatskapelle de Dresde, l'Orchestre symphonique de Birmingham, l'Orchestre philharmonique royal de Stockholm, l'Orchestre symphonique de la NHK, la Deutsche Kammerphilharmonie et l'Orchestre philharmonique de Hong Kong, parmi tant d'autres.
Pons a dirigé plus de 50 enregistrements commerciaux pour des labels tels que Harmonia Mundi et Deutsche Grammophon, qui comprennent des enregistrements de Falla et du répertoire français considérés comme des interprétations de référence et ayant remporté de nombreux prix. Son enregistrement de Noches en los jardines de España avec Javier Perianes a remporté un Choc de la Musique, Melancolía avec Patricia Petibon a reçu un Gramophone Editor's Choice, et sa collaboration avec Tomatito lui a valu un Latin Grammy. Ses enregistrements de la Symphonie de Berio et des 10 Frühe Lieder de Mahler/Berio avec l'Orchestre symphonique de la BBC et Matthias Goerne ont remporté le BBC Music Award, le Choc de la Musique, les ECHO Klassik Awards et les Télérama Ffff Awards. Sa dernière sortie chez Harmonia Mundi est l'enregistrement en direct de l'Opéra de Granados, Goyescas, avec l'Orchestre symphonique de la BBC.
Il reçoit, entre autres, le Premio Ciudad de Barcelona (1992) de l'Institut de la Culture de la Mairie de Barcelone et le prix national de musique (1999) accordé par le Ministère de la Culture, ainsi que la Médaille d'or du mérite des beaux-arts décernée par la même institution en 2019.
À la baguette, il est le créateur d'œuvres de Thierry Escaich (Erinnerung, 2009), Vicenç Cuyàs (en) (La Fattucchiera, opéra), Luis de Pablo (Figura en el mar, 1990 ; La Patum, 2001 ; Natura, 2007), Felipe Pedrell-Manuel de Falla (Canción de la estrella, 1996) et José Luis Turina (Don Quijote, opéra, 2000), notamment.
En 2024, Josep Pons est nommé chef principal du Deutsche Radio Philharmonie de Sarrebruck à compter de la saison 2025-2026.